# Lebedodes
Lebedodes is een geslacht van vlinders van de familie van de Metarbelidae. De wetenschappelijke naam en de beschrijving van dit geslacht werden voor het eerst in 1893 gepubliceerd door William Jacob Holland.
De soorten van dit geslacht komen voor in tropisch Afrika.

## Soorten
- Lebedodes bassa (Bethune-Baker, 1908)
- Lebedodes castanea Janse, 1925
- Lebedodes clathratus Grünberg, 1911
- Lebedodes cossula Holland, 1893
- Lebedodes endomela (Bethune-Baker, 1909)
- Lebedodes fraterna Gaede, 1929
- Lebedodes ianrobertsoni Lehmann, 2009
- Lebedodes jeanneli Le Cerf, 1914
- Lebedodes johni Lehmann, 2008
- Lebedodes leifaarviki Lehmann, 2009
- Lebedodes naevius Fawcett, 1916
- Lebedodes reticulata Gaede, 1929
- Lebedodes rufithorax Hampson, 1910
- Lebedodes schaeferi Grünberg, 1911
- Lebedodes velutina Le Cerf, 1914
- Lebedodes violascens Gaede, 1929
- Lebedodes wichgrafi (Grünberg, 1910)
- Lebedodes willihaberlandi Lehmann, 2008